# Сепиелла индийская
Сепие́лла инди́йская (лат. Sepiella inermis) — вид головоногих моллюсков из отряда каракатиц. Промысловый вид, обитающий в северной части Индийского океана.

## Распространение
Обычный вид в северной части Индийского океана (на востоке от юга Красного моря до Адаманского моря на западе), а также в южной части Южно-Китайского моря. Обитают на мелководье до глубин 40—50 м.

## Строение
Небольшие каракатицы с длиной мантии до 12,5 см. Спинная сторона серовато-коричневая с рядом красноватых пятен в основании плавниковых складок. Булава ловчих щупалец несёт 13—20 рядов присосок.

## Размножение и развитие
Нерест проходит в течение всего года, в разных частях ареала пики более массового размножения наблюдаются в разное время. Особи достигают половой зрелости при длине мантии 5,3—8,0 см. Продолжительность жизни оценивают 1,5—2 годами.

## Промысел
Массовый промысловый вид. Добывается в небольшом количестве донными тралами в Аравийском море, у берегов Южной Индии и Шри-Ланки. Объект кустарной ловли в Персидском заливе, Адаманском море, водах Индонезии и Вьетнама.